# Stanley Black & Decker
Stanley Black & Decker, Inc.  (NYSE: SWK) es un fabricante y distribuidor de productos para el bricolaje y la jardinería, así como para aplicaciones comerciales. Forma parte de la  "Fortune 500 American manufacturer of industrial tools and household hardware and provider of security products.". 

## La historia
Stanley Works nació como resultado directo de la fusión en 1920 de Stanley's Bolt Manufactory (fundada por Frederick Trent Stanley en 1843) y Stanley Rule and Level Companey (fundada por el primo de Frederick, Henry Stanley, en 1857).
Durante la Segunda Guerra Mundial, Stanley Works recibió el premio "Army-Navy 'E' Award" por su excelencia en la producción bélica.[7]

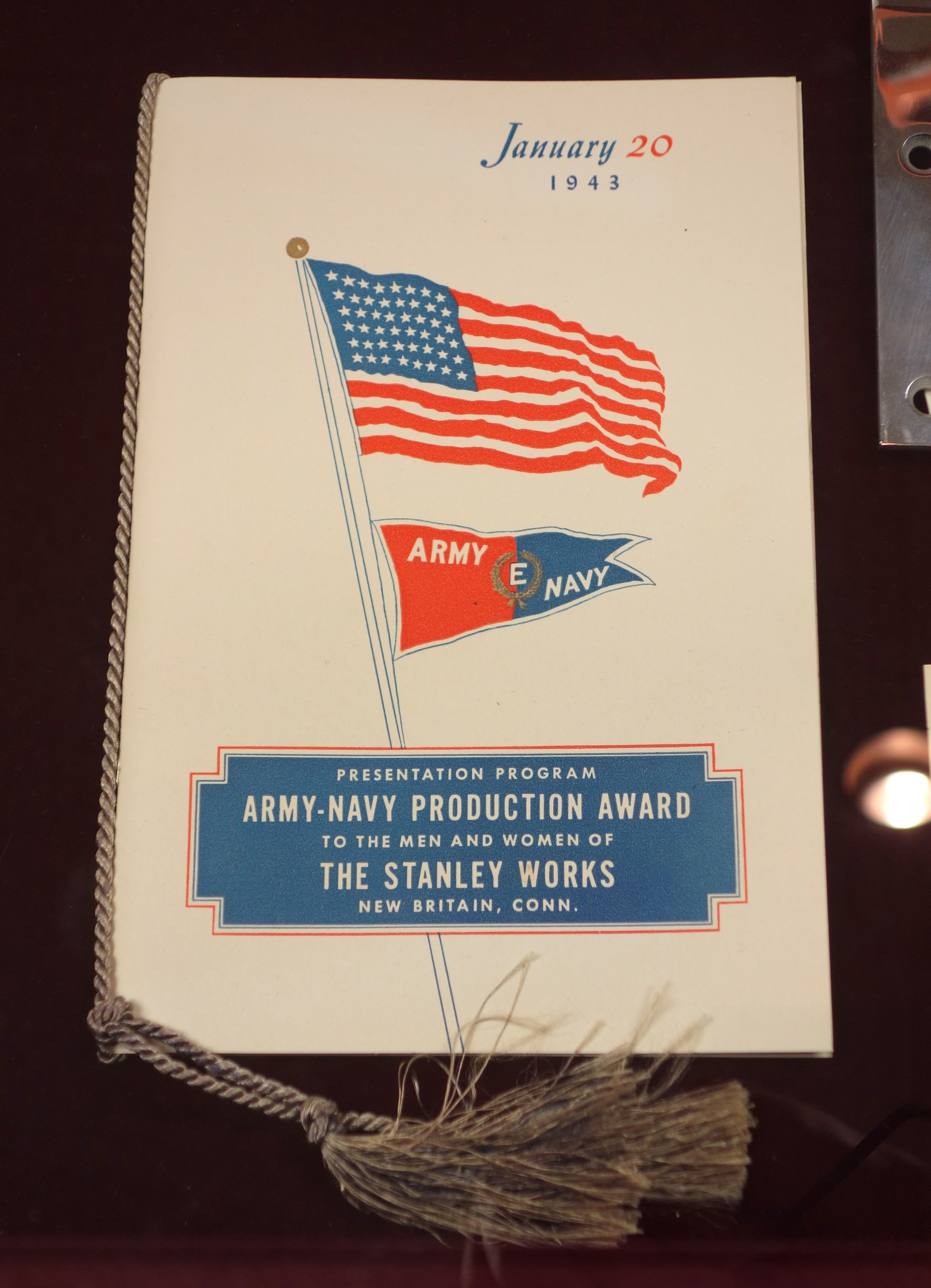
Premio WWII Army-Navy Production para Stanley Works,. 20 de enero de 1943

En mayo de 2002, la empresa consideró trasladar su sede corporativa a las Bermudas, pero la protesta pública y gubernamental obligó a la gerencia a reconsiderar la mudanza. Para agosto de 2002, la empresa había decidido mantener su incorporación en los Estados Unidos.
John F. Lundgren fue elegido presidente y director ejecutivo en 2004, reemplazando a John Trani, un ex protegido de Jack Welch en General Electric.
La compañía resultado de la fusión en 2010, de Stanley y Black & Decker.
El grupo Hardware & Home Improvement, que incluye las marcas Kwikset, Weiser, Baldwin, National Hardware, Stanley, FANAL, Pfister y EZSET, fue adquirido por Spectrum Brands Holdings, Inc. el 17 de diciembre de 2012
En octubre de 2016, Stanley Black & Decker anuncia la adquisición de las actividades de herramientas Newell Brands de 1,95 mil millones de dólares.
En enero de 2017, Stanley Black & Decker anuncia la adquisición de la actividad de producción de máquinas para exterior, tales como cortadoras de césped y sopladores de nieve de Sears por 900 millones de dólares.

## Marcas
Stanley Black & Decker es propietaria de las siguientes marcas:
- Stanley
- Black & Decker
- Stanley Security Solutions
- Stanley Security
- DeWalt
- Porter Cable
- Delta Maquinaria
- Kwikset
- Baldwin
- Weiser Lock
- Price Pfister
- La Emhart Teknologies
- Facom
- USAG
- Bost Garnache Industrias
- Tona
- Mac Tools
- Proto
- Pastorino
- Molly
- Experto
- britool
- ZAG Industrias
- Bost
- Craftsman